# Versicherungsanstalt Berlin
Die Versicherungsanstalt Berlin wurde im Juli 1945 als einheitliche Institution für die gesamte Sozialversicherung in Groß-Berlin gegründet. Unfall-, Kranken- und Rentenversicherung befanden sich erstmals in Deutschland in der Hand eines Trägers.
Treibende Kraft zur Gründung der VAB war Ernst Schellenberg. Erster Vorsitzender des Vorstands war Ottomar Geschke.
Die Spaltung der VAB in eine Ost- und eine West-Berliner VAB erfolgte im Januar 1949. In Ost-Berlin wurde die VAB Mitte der 1950er Jahre dem FDGB unterstellt. Als Sozialversicherung des FDGB war sie die gesetzliche Kranken-, Unfall- und Rentenversicherung für Arbeiter und Angestellte der DDR. In West-Berlin existierte sie bis Ende der 1950er Jahre, war aber zum Schluss nur noch für die Krankenversicherung zuständig (Krankenversicherungsanstalt Berlin KVAB).